# 16. Kongress der Vereinigten Staaten
Der 16. Kongress der Vereinigten Staaten, bestehend aus dem Repräsentantenhaus und dem Senat, war die Legislative der Vereinigten Staaten. Seine Legislaturperiode dauerte vom 4. März 1819 bis zum 4. März 1821. Alle Abgeordneten des Repräsentantenhauses sowie ein Drittel der Senatoren (Klasse III) waren im Jahr 1818 bei den Kongresswahlen gewählt worden. Dabei ergab sich in beiden Kammern eine Mehrheit für die Demokratisch-Republikanische Partei. Der Kongress tagte in der amerikanischen Bundeshauptstadt Washington, D.C. Die Vereinigten Staaten bestanden damals aus 21 Bundesstaaten. Im Verlauf der Legislaturperiode kamen mit Alabama und Maine  der 22. Und 23. Staat hinzu. Präsident war James Monroe. Die Sitzverteilung im Repräsentantenhaus basierte auf der Volkszählung von 1810.

## Wichtige Ereignisse
Siehe auch 1819 1820 und 1821
- 22. Februar 1819: Mit dem Adams-Onís-Vertrag tritt Spanien Florida an die Vereinigten Staaten ab.
- 4. März 1819: Beginn der Legislaturperiode des 16. Kongresses
- 1819: Nach den Zerstörungen am Kapitol während des Britisch-Amerikanischen Kriegs kehrt der Kongress wieder in dieses Gebäude zurück. Zwischenzeitlich tagte der Kongress seit 1815 im sogenannten Old Capitol Prison.
- 22. Mai – 20. Juni 1819: Die SS Savannah überquert als erstes Dampfschiff den Atlantik.
- 4. Juli 1819: Gründung des Arkansas-Territoriums.
- 14. Dezember 1919: Alabama wird 22. Bundesstaat der USA.
- 6. März 1820: Der Missouri-Kompromiss tritt in Kraft.
- 15. März 1820: Maine wird 23. Bundesstaat der USA.
- 7. August 1820: Die Zahlen der Volkszählung ergeben, dass die Vereinigten Staaten über 9,6 Millionen Einwohner haben. Davon sind über 1,5 Millionen Sklaven.
- 3. Dezember 1820: Präsident James Monroe wird wiedergewählt.

## Die wichtigsten Gesetze
In den Sitzungsperioden des 16. Kongresses wurden unter anderem folgende Bundesgesetze verabschiedet (siehe auch: Gesetzgebungsverfahren):
- 6. März 1820: Der Missouri-Kompromiss (siehe oben)
- 24. April 1820: Land Act of 1820

## Zusammensetzung nach Parteien

### Senat
- Demokratisch-Republikanische Partei: 37
- Föderalistische Partei: 9
- Sonstige: 0
- Vakant: 0

Gesamt: 46 Stand am Ende der Legislaturperiode.

### Repräsentantenhaus
- Demokratisch-Republikanische Partei: 160
- Föderalistische Partei: 26
- Sonstige: 0
- Vakant: 0

Gesamt: 186 Stand am Ende der Legislaturperiode
Außerdem gab es noch vier nicht stimmberechtigte Kongressdelegierte.

## Amtsträger

### Senat
- Präsident des Senats: Daniel D. Tompkins (DR)
- Präsident pro tempore: James Barbour (DR) bis zum 26. Dezember 1819, dann John Gaillard (DR).

### Repräsentantenhaus
- Sprecher des Repräsentantenhauses: Henry Clay (DR) bis zum 28. Oktober 1820, danach John W. Taylor (DR).

## Senatsmitglieder
Im 16. Kongress vertraten folgende Senatoren ihre jeweiligen Bundesstaaten:
| Alabama - 2. William R. King (DR) ab dem 14. Dezember 1819 - 3. John Williams Walker (DR) ab dem 14. Dezember 1819 Connecticut - 1. Samuel W. Dana (F) - 3. James Lanman (DR) Delaware - 1. Outerbridge Horsey (F) - 2. Nicholas Van Dyke (F) Georgia - 2. Freeman Walker (DR) ab dem 6. November 1819 - 3. John Elliott (DR) Illinois - 2. Jesse B. Thomas (DR) - 3. Ninian Edwards (DR) Indiana - 1. James Noble (DR) - 3. Waller Taylor (DR) Kentucky - 2. Richard Mentor Johnson (DR) ab dem 10. Dezember 1819 - 3. William Logan (DR) bis zum 28. Mai 1820 - Isham Talbot (DR) ab dem 19. Oktober 1820 Louisiana - 2. Henry Johnson (DR) - 3. James Brown (DR) Maine - 1. John Holmes ab dem 13. Juni 1820 - 2. John Chandler ab dem 14. Juni 1820 Maryland - 1. Alexander Contee Hanson (F) bis 23. April 1819 - William Pinkney (DR) ab dem 21. Dezember 1819 - 3. Edward Lloyd (DR) Massachusetts - 1. Prentiss Mellen (F) bis zum 15. Mai 1820 - Elijah H. Mills (F) ab dem 12. Juni 1820 - 2. Harrison Otis (F) Mississippi - 1. Walter Leake (DR) bis zum 15. Mai 1820 - David Holmes (DR) ab dem 30. August 1820 - 2. Thomas Hill Williams (DR) | New Hampshire - 2. David L. Morril (DR) - 3. John Fabyan Parrott (DR) New Jersey - 1. James J. Wilson (DR) bis zum 8. Januar 1821 - Samuel L. Southard (DR) ab dem 26. Januar 1821 - 2. Mahlon Dickerson (DR) New York - 1. Nathan Sanford (DR) - 3. Rufus King (F) North Carolina - 2. Montfort Stokes (DR) - 3. Nathaniel Macon (DR) Ohio - 1. Benjamin Ruggles (DR) - 3. William A. Trimble (DR) Pennsylvania - 1. Jonathan Roberts (DR) - 3. Walter Lowrie (DR) Rhode Island - 1. William Hunter (F) - 2. James Burrill (F) bis zum 25. Dezember 1820 - Nehemiah R. Knight (DR) ab dem 9. Januar 1821 South Carolina - 2. William Smith (DR) - 3. John Gaillard (DR) Tennessee - 1. John Henry Eaton (DR) - 2. John Williams (DR) Vermont - 1. Isaac Tichenor (F) - 3. William A. Palmer (DR) Virginia - 1. James Barbour (DR) - 2. John Wayles Eppes (DR) bis zum 4. Dezember 1819 - James Pleasants (DR) ab dem 10. Dezember 1819 |

## Mitglieder des Repräsentantenhauses
Folgende Kongressabgeordnete vertraten im 16. Kongress die Interessen ihrer jeweiligen Bundesstaaten:
| Alabama Staatsweite Wahl - - John Crowell (DR) ab dem 14. Dezember 1819 Connecticut Alle Abgeordneten wurden staatsweit gewählt. - Henry W. Edwards (DR) - Samuel A. Foot (DR) - Jonathan O. Moseley (F) - Elisha Phelps (DR) - John Russ (DR) - James Stevens (DR) - Gideon Tomlinson (DR) Delaware Alle Abgeordneten wurden staatsweit gewählt. - Louis McLane (F) - Willard Hall (DR) bis 22. Januar 1821, danach war der Sitz vakant Georgia Alle Abgeordneten wurden staatsweit gewählt. - Joel Abbott (DR) - Thomas W. Cobb (DR) - Joel Crawford (DR) - John Alfred Cuthbert (DR) - Robert Raymond Reid (DR) - William Terrell (DR) Illinois Staatsweite Wahlen - Daniel Pope Cook (DR) Indiana Staatsweite Wahlen - William Hendricks (DR) Kentucky Zehn Wahlbezirke - 1. David Trimble (DR) - 2. Henry Clay (DR) - 3. William Brown (DR) - 4. Thomas Metcalfe (DR) - 5. Alney McLean (DR) - 6. David Walker (DR) bis zum 1. März 1820 - Francis Johnson (DR) ab dem 13. November 1820 - 7. George Robertson (DR) - 8. Richard Clough Anderson (DR) - 9. Tunstall Quarles (DR) bis zum 15. Juni 1820 - Thomas Montgomery (DR) ab dem 13, November 1820 - 10. Benjamin Hardin (DR) Louisiana Staatsweit gewählt - Thomas Butler (DR) Maryland Acht Wahlbezirke. Der Fünfte Wahlbezirk stellte zwei Abgeordnete. - 1. Raphael Neale (F) - 2. Joseph Kent (DR) - 3. Henry Ridgely Warfield (F) - 4. Samuel Ringgold (DR) - 5A. Peter Little (DR) - 5B Samuel Smith (DR) - 6. Stevenson Archer (DR) - 7. Thomas Culbreth (DR) - 8. Thomas Bayly (F) Massachusetts 20 Wahlbezirke - 1. Jonathan Mason (F) bis zum 15. Mai 1820 - Benjamin Gorham (DR) ab dem 27. November 1820 - 2. Nathaniel Silsbee (DR) - 3. Jeremiah Nelson (F) - 4. Timothy Fuller (DR) - 5. Samuel Lathrop (DR) - 6. Samuel Clesson Allen (F) - 7. Henry Shaw (DR) - 8. Zabdiel Sampson (DR) bis zum 26. Juli 1820 - Aaron Hobart ab dem 18. Dezember 1820 - 9. Walter Folger (DR) - 10. Marcus Morton (DR) - 11. Benjamin Adams (F) - 12. Jonas Kendall (F) - 13. Edward Dowse (DR) bis zum 26. Mai 1820 - William Eustis (DR) ab dem 13. November 1820 - 14. John Holmes (DR) bis 15. März 1820, danach blieb der Sitz vakant - 15. Ezekiel Whitman (F) - 16. Mark Langdon Hill (DR) - 17 Martin Kinsley (DR) - 18 James Parker (DR) - 19. Joshua Cushman (DR) - 20. Enoch Lincoln (DR) Mississippi Staatsweite Wahlen - Christopher Rankin (DR) New Hampshire Alle Abgeordneten wurden staatsweit gewählt. - Joseph Buffum (DR) - Josiah Butler (DR) - Clifton Clagett (DR) - Arthur Livermore (DR) - William Plumer (DR) - Nathaniel Upham (DR) New Jersey Alle Abgeordneten wurden staatsweit gewählt - Ephraim Bateman (DR) - Joseph Bloomfield (DR) - John Condit (DR) bis zum 4. November 1819 - Charles Kinsey (DR) ab dem 16. Februar 1820 - John Linn (DR) - Bernard Smith - Henry Southard (DR) New York 21 Wahlbezirke. Der 1., 2., 12., 15., 20. und der 21. Wahlbezirk stellte jeweils zwei Abgeordnete. - 1A. James Guyon (DR) ab dem 14. Januar 1820 - 1B. Silas Wood (F) - 2A. Henry Meigs (DR) - 2B. Peter H. Wendover (DR) - 3. Caleb Tompkins (DR) - 4. Randall S. Street (F) - 5. James Strong (F) - 6. Walter Case (DR) - 7. Jacob H. De Witt (DR) - 8. Robert Clark (DR) - 9. Solomon Van Rensselaer (F) - 10. John D. Dickinson (F) - 11. John W. Taylor (DR) - 12A. Ezra C. Gross (DR) - 12B. Nathaniel Pitcher (DR) - 13. Harmanus Peek (DR) - 14. John Fay (DR) - 15A. Joseph S. Lyman (DR) - 15B. Robert Monell (DR) - 16. Henry R. Storrs (F) - 17. Aaron Hackley (DR) - 18. William Donnison Ford (F) - 19. George Hall (DR) - 20A. Caleb Baker (DR) - 20B. Jonathan Richmond (DR) - 21A. Nathaniel Allen (DR) - 21B. Albert H. Tracy (DR) | North Carolina 13 Wahlbezirke - 1. Lemuel Sawyer (DR) - 2. Hutchins Gordon Burton (DR) ab dem 6. Dezember 1819 - 3. Thomas H. Hall (DR) - 4. Jesse Slocumb (F) bis zum 20. Dezember 1820 - William Salter Blackledge (DR) ab dem 7. Februar 1821 - 5. Charles Hooks (DR) - 6. Weldon Nathaniel Edwards (DR) - 7. John Culpepper (F) - 8. James Strudwick Smith (DR) - 9. Thomas Settle (DR) - 10. Charles Fisher (DR) - 11. William Davidson (F) - 12. Felix Walker (DR) - 13. Lewis Williams (DR) Ohio 6 Wahlbezirke - 1. Thomas R. Ross (DR) - 2. John Wilson Campbell (DR) - 3. Henry Brush (DR) - 4. Samuel Herrick (DR) - 5. Philemon Beecher (F) - 6. John Sloane (DR) Pennsylvania 15 Wahlbezirke. Der erste Wahlbezirk stellten vier Abgeordnete, der 2., 3., 5., 6., und 10. Wahlbezirk stellte je zwei Abgeordnete. Die restlichen je einen. - 1A. Samuel Edwards (F) - 1B Thomas Forrest (F) - 1C. Joseph Hemphill (F) - 1D. John Sergeant (F) - 2A. William Darlington (DR) - 2B. Samuel Gross (DR) - 3A. James M. Wallace (DR) - 3B. Jacob Hibshman (DR) - 4. Jacob Hostetter (DR) - 5A. Andrew Boden (DR) - 5B. David Fullerton (DR) bis zum 15. Mai 1820 - Thomas Grubb McCullough (F) ab dem 13. November 1820 - 6A. Samuel Moore (DR) - 6B. Thomas Jones Rogers (DR) - 7. Joseph Hiester (DR) bis Dezember 1820 - Daniel Udree (DR) ab dem 8. Januar 1821 - 8. Robert Philson (DR) - 9. William Plunkett Maclay (DR) - 10A. John Murray (DR) ab dem 14. Oktober 1817 - 10B. George Denison (DR) - 11 David Marchand (DR) - 12 Thomas Patterson (DR) - 13 Christian Tarr (DR) - 14 Henry Baldwin (DR) - 15 Robert Moore (DR) Rhode Island Alle Abgeordneten wurden staatsweit gewählt. - Samuel Eddy (DR) - Nathaniel Hazard (DR) bis zum 20. Dezember 1820, danach war der Sitz vakant South Carolina 9 Wahlbezirke - 1. Charles Pinckney (DR) - 2. William Lowndes (DR) - 3. James Ervin (DR) - 4. James Overstreet (DR) - 5. Starling Tucker (DR) - 6. Eldred Simkins (DR) - 7. Elias Earle (DR) - 8. John McCreary (DR) - 9. Joseph Brevard (DR) Tennessee 6 Wahlbezirke - 1. John Rhea (DR) - 2. John Alexander Cocke (DR) - 3. Francis Jones (DR) - 4. Robert Allen (DR) - 5. Newton Cannon (DR) - 6. Henry Hunter Bryan (DR) Vermont Alle sechs Abgeordneten wurden staatsweit gewählt - Samuel C. Crafts (DR) - Ezra Meech (DR) - Orsamus Cook Merrill (DR) bis zum 12. Januar 1820 - Rollin Carolas Mallary (DR) ab dem 13. Januar 1820 - Charles Rich (DR) - Mark Richards (DR) - William Strong (DR) Virginia 23 Wahlbezirke - 1. James Pindall (F) bis zum 26. Juli 1820 - Edward B. Jackson ab dem 13. November 1820 - 2. Thomas Van Swearingen (F) - 3. Jared Williams (DR) - 4. William McCoy (DR) - 5. John Floyd (DR) - 6. Alexander Smyth (DR) - 7. Ballard Smith (DR) - 8. Charles F. Mercer (F) - 9. William Lee Ball (DR) - 10. George Strother (DR) bis 10. Februar 1820 - Thomas L. Moore (DR) ab dem 13. November 1820 - 11. Philip Pendleton Barbour (DR) - 12. Robert Garnett (DR) - 13. Severn E. Parker (DR) - 14. William A. Burwell (DR) bis 16. Februar 1821. Danach war der Sitz vakant - 15. George Tucker (DR) - 16. John Randolph (DR) - 17. James Pleasants (DR) bis 14. Dezember 1819 - William S. Archer (DR) ab dem 18. Januar 1820 - 18. Mark Alexander (DR) - 19. James Jones (DR) - 20. James Johnson (DR) bis 1. Februar 1820 - John C. Gray (DR) ab dem 13. November 1820 - 21. Thomas Newton (DR) - 22. Hugh Nelson (DR) - 23. John Tyler (DR) |

Nicht stimmberechtigte Mitglieder im Repräsentantenhaus:
- Alabama-Territorium: Vakant bis zur Staatsgründung
- Arkansas-Territorium: James Woodson Bates ab dem 21. Dezember 1819
- Michigan-Territorium: William Woodbridge bis zum 9. August 1820 dann Solomon Sibley
- Missouri-Territorium: John Scott